# الورتزاغ (أورتزاغ)
الورتزاغ هي إحدى مشيخات المملكة المغربية، تتبع جغرافيا لإقليم تاونات وإداريًا لأورتزاغ. يقدر عدد سكانها بـ 6078 نسمة حسب الإحصاء الرسمي للسكان والسكنى لسنة 2004.